# Chicapilla
Chicapilla är en ort i Mexiko.   Den ligger i kommunen San Juan Cacahuatepec och delstaten Oaxaca, i den sydöstra delen av landet, 300 km söder om huvudstaden Mexico City. Chicapilla ligger 198 meter över havet och antalet invånare är 119.
Terrängen runt Chicapilla är kuperad norrut, men söderut är den platt. Runt Chicapilla är det ganska glesbefolkat, med 48 invånare per kvadratkilometer. Närmaste större samhälle är San Pedro Amuzgos, 12,6 km nordost om Chicapilla. Trakten runt Chicapilla består till största delen av jordbruksmark.